# Czesław Szczepańczyk
Czesław Lucjan Szczepańczyk (ur. 13 lutego 1924 w Krasocinie, zm. w październiku 2020) – polski historyk i ekonomista.

## Życiorys
Uczył się w V Gimnazjum im. J. Kochanowskiego w Krakowie i Liceum Spółdzielczym im. R. Mielczarskiego w Warszawie. W latach 1945–1950 odbył studia z zakresu ekonomii i spółdzielczości na Uniwersytecie Jagiellońskim, natomiast w drugiej połowie lat 50. studiował zootechnikę w Wyższej Szkole Rolniczej w Poznaniu. Doktoryzował się w 1969 na Uniwersytecie Wrocławskim, zaś stopień naukowy doktora habilitowanego uzyskał tamże w 1979 roku.
W latach 40. i 50. pracował jako nauczyciel w Kobylnikach, Odonowie i Międzyrzeczu. Następnie był nauczycielem w Technikum Handlowym w Kielcach i pracownikiem Okręgowego Ośrodka Metodycznego w tym mieście (był wicedyrektorem i pełniącym obowiązki dyrektora). W 1969 roku podjął pracę w Wyższej Szkole Nauczycielskiej w Kielcach, przekształconej następnie w Wyższą Szkołę Pedagogiczną, Akademię Świętokrzyską i Uniwersytet Humanistyczno-Przyrodniczy Jana Kochanowskiego. Początkowo zatrudniony był na stanowisku adiunkta, a później docenta i profesora nadzwyczajnego. W latach 1984–1990 był dziekanem Wydziału Humanistycznego WSP. Związany jest również z Wyższą Szkołą Biznesu i Przedsiębiorczości w Ostrowcu Świętokrzyskim (od 1998 roku).
Specjalizował się w historii gospodarczej i ekonomice rolnictwa. Autor publikacji w m.in. „Acta Universitatis Wratislaviensis”, „Studiach Kieleckich”, „Roczniku Świętokrzyskim”, „Zeszytach Majdanka” i „Zeszytach Politechniki Świętokrzyskiej”. W latach 80. był członkiem Komisji Historii I i II wojny światowej Komitetu Nauk Historycznych PAN.

## Wybrane publikacje
- 50 lat spółdzielni w Białogonie, Warszawa 1959
- Wiejska spółdzielczość zaopatrzenia i zbytu województwa kieleckiego 1945–1969, Warszawa 1971
- Polityka okupanta wobec spółdzielczości wiejskiej w Generalnej Guberni. 1939–1944, Warszawa 1978
- Związek Samopomocy Chłopskiej w latach 1944/1945–1956/1957, Kielce 1992